# St. Petersburg Ladies Trophy 2017
Il St. Petersburg Ladies Trophy 2017 è stato un torneo femminile di tennis giocato su cemento indoor. È stata l'8ª edizione del St. Petersburg Ladies Trophy, la prima della categoria Premier nell'ambito del WTA Tour 2017. Il torneo si è giocato alla Sibur Arena di San Pietroburgo dal 30 gennaio al 5 febbraio 2017.

## Partecipanti

### Teste di serie
| Nazionalità | Giocatrice         | Ranking* | Testa di serie |
| ----------- | ------------------ | -------- | -------------- |
| Romania     | Simona Halep       | 4        | 1              |
| Slovacchia  | Dominika Cibulková | 6        | 2              |
| Russia      | Svetlana Kuznecova | 10       | 3              |
| Stati Uniti | Venus Williams     | 17       | 4              |
| Russia      | Elena Vesnina      | 18       | 5              |
| Italia      | Roberta Vinci      | 19       | 6              |
| Paesi Bassi | Kiki Bertens       | 22       | 7              |
| Russia      | Dar'ja Kasatkina   | 25       | 8              |

* Ranking al 16 gennaio 2017.

### Altre partecipanti
Le seguenti giocatrici hanno ricevuto una wild card per il tabellone principale:
- Anna Kalinskaja
- Natal'ja Vichljanceva

Le seguenti giocatrici sono passate dalle qualificazioni:

- Kirsten Flipkens
- Elise Mertens
- Andrea Petković
- Stefanie Vögele

La seguente giocatrice è entrata in tabellone come lucky loser:
- Donna Vekić

## Punti
| Torneo    | V   | F   | SF  | QF  | 2T | 1T   | Q    | Q3   | Q2   | Q1   |
| Singolare | 470 | 305 | 185 | 100 | 55 | 1    | 25   | 18   | 13   | 1    |
| Doppio    | 470 | 305 | 185 | 100 | 1  | N.D. | N.D. | N.D. | N.D. | N.D. |

## Montepremi
| Torneo    | V        | F       | SF      | QF      | 2T      | 1T    | Q3    | Q2    | Q1   |
| Singolare | 132 740$ | 70 880$ | 37 850$ | 20 350$ | 10 915$ | 6925$ | 3110$ | 1650$ | 920$ |
| Doppio    | 41 520$  | 22 180$ | 12 120$ | 6165$   | 3350$   | N.D.  | N.D.  | N.D.  | N.D. |

## Campionesse

### Singolare
Kristina Mladenovic ha sconfitto in finale  Julija Putinceva con il punteggio di 6–2, 6(3)–7, 6–4.
- È il primo titolo in carriera per Mladenovic.

### Doppio
Jeļena Ostapenko /  Alicja Rosolska hanno sconfitto in finale  Darija Jurak /  Xenia Knoll con il punteggio di 3–6, 6–2, [10–5].